# فوشيه الشارتري
فوشيه الشارتري (بالفرنسية: Foucher de Chartres)‏ ‏ (1059 - 1127) مؤرخ وقسيس صليبي شارك في الحملة الصليبية الأولى تحت قيادة كونت نورمنديا روبرت ثم ألتحق بعدها عام 1097 بخدمة بلدوين الأول إلى الرها ثم أصبح بعدها قسيسا لبلدوين وأنتقل معه إلى مملكة بيت المقدس بعدما أصبح بدلوين ملكا عليها عام 1100

## روابط خارجية
- فوشيه الشارتري على موقع الموسوعة البريطانية (الإنجليزية)